# Arkadiusz Smyk
Arkadiusz Smyk – polski gitarzysta, znany jako członek zespołu Budka Suflera, w którym – z przerwami – grał przez 6 lat.
Jednym z jego pierwszych zespołów były utworzone w Świdniku Snopy, do których należał także Amadeusz Majerczyk i Tomasz Spodyniuk.
Do Budki Suflera trafił jeszcze jako uczeń, po odejściu basisty, Piotra Płechy, jemu samemu zaproponowano jednak rolę gitarzysty prowadzącego. Zastąpił tym samym Krzysztofa Mandziarę, który zrezygnował z funkcji gitarzysty mniej więcej w tym samym czasie, co Płecha. 
Brał udział w trasach koncertowych po Stanach Zjednoczonych, a także w nagrywaniu albumów 4 Pieces to Go i Cisza, jednak z powodu problemów z alkoholem nie był w stanie dokończyć sesji nagraniowych i jego partie gitarowe dogrywał później Mieczysław Jurecki. Z tego samego powodu Smyk został później wyrzucony z zespołu.